# Sparganothoides audentiana
Sparganothoides audentiana es una especie de lepidóptero del género Sparganothoides, tribu Sparganothini, familia Tortricidae. Fue descrita científicamente por Kruse & Powell en 2009.
La longitud de las alas anteriores es de 11,1 a 11,7 milímetros. Se distribuye por México, en el municipio de Gómez Farías (Tamaulipas).